# Wilhelm von Ditfurth (General, 1780)

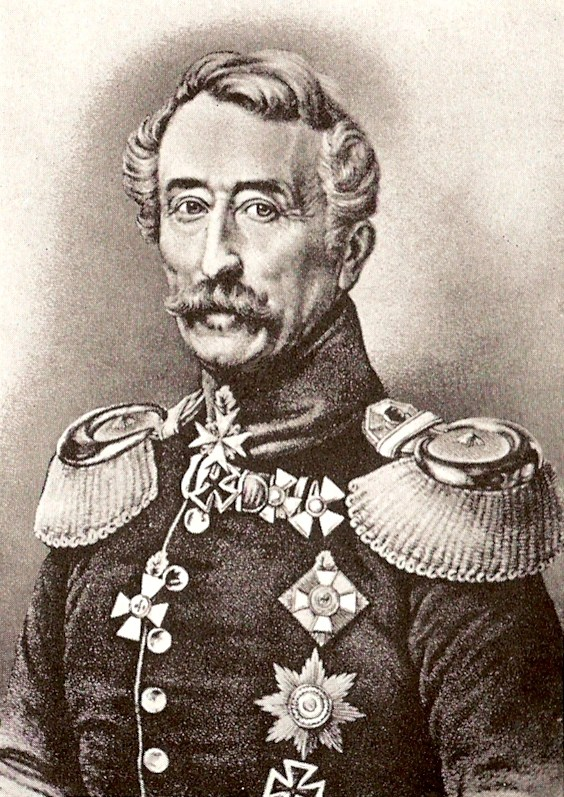
Wilhelm von Ditfurth

Wilhelm Heinrich Carl Ludwig Arthur von Ditfurth (* 29. Juni 1780 in Minden; † 20. August 1855 auf Gut Dankersen bei Rinteln) war ein preußischer General der Infanterie, Ehrenbürger von Magdeburg sowie Gutsherr auf dem Familiengut Dankersen und Rechtsritter des Johanniterordens.

## Leben

### Herkunft
Wilhelm entstammte dem alten Adelsgeschlecht Ditfurth aus dem Harzgau und war der Sohn des preußischen Kriegs- und Domänenrats Georg von Ditfurth (1742–1815) aus Cosel, kurhessischer Landrat und Vorsteher der Schaumburger Ritterschaft, und dessen Ehefrau Helene Marie, geborene von der Asseburg (1742–1793) aus Meisdorf. Ditfurth wurde am 4. Juli 1780 in der evangelischen St. Marienkirche zu Minden getauft. Er war ein Halbbruder des Dichters und Schriftstellers Franz Wilhelm von Ditfurth (1801–1880).

### Militärkarriere
Ditfurth wurde am 25. September 1795 als Gefreiterkorporal im Infanterieregiment „Herzog von Braunschweig“ der Preußischen Armee eingestellt. Er kam am 1. Juni 1796 mit seiner Einheit zum Observationskorps nach Westfalen und avancierte bis Mitte Februar 1798 zum Sekondeleutnant. Im Vierten Koalitionskrieg wurde er in der Schlacht bei Auerstedt verwundet.
Nach dem Frieden von Tilsit kam er am 5. November 1807 zum 1. Pommerschen Reserve-Bataillon. Am 6. Dezember 1809 wurde er dem Regiment aggregiert und am 13. Juni 1809 in das Regiment einrangiert. Am 5. Januar 1810 wurde er dort Stabskapitän sowie am 10. Februar 1812 Kapitän und Kompaniechef. In den Befreiungskriegen war er Major und Kommandeur des II. Bataillons im 1. Garde-Regiment zu Fuß. In der Schlacht bei Großgörschen wurde er verwundet und erhielt das Eiserne Kreuz II. Klasse. Er kämpfte bei Bautzen, Dresden, Leipzig, Brienne, Arcis-sur-Aube, Paris, Ligny sowie in den Gefechten bei Wavre und St. Germain. Für Paris wurde ihm der Orden des Heiligen Wladimir IV. Klasse und das Eiserne Kreuz I. Klasse verliehen. Für sein Wirken bei Wavre und St. Germain erhielt Ditfurth am 2. Oktober 1815 den Orden Pour le Mérite mit Eichenlaub. Bereits am 31. Mai 1815 wurde er als Kommandeur in das 30. Infanterie-Regiments versetzt und am 9. Oktober 1815 zum Oberstleutnant befördert.
Am 30. März 1821 wurde er mit Patent vom 3. April 1821 Oberst. Als solcher war er vom 30. März bis zum 7. Dezember 1830 Kommandeur der 12. Landwehr-Brigade und anschließend der 16. Landwehr-Brigade. In dieser Stellung avancierte er Ende März 1832 zum Generalmajor. Am 30. März 1838 folgte eine Ernennung zum Kommandeur der 7. Division und man beauftragte ihnzeitglich mit der Wahrnehmung der Geschäfte als Kommandant von Magdeburg. Sein Gesundheit war bereits angegriffen und am 18. April 1838 erhielt Ditfurth einen dreimonatigen Urlaub mit seinem Gehalt für einen Kuraufenthalt in Nenndorf und Pyrmont. Im Oktober 1838 wurde ihm der Sankt-Stanislaus-Orden I. Klasse verliehen. Am 30. Mai 1840 wurde er von seinem Posten als Kommandant von Magdeburg entbunden und am 10. September 1840 zum Generalleutnant befördert. Am 3. Oktober 1844 wurde er zum Kommandanten von Berlin und Chef des Landgendarmerie ernannt. Anlässlich seines 50-jährigen Dienstjubiläums verlieh ihm König Friedrich Wilhelm IV. am 29. September 1845 für seine langjährigen Verdienste den Roten Adlerorden I. Klasse mit Eichenlaub und Brillanten. Am 31. Mai 1847 wurde Ditfurth nochmals ein zweimonatiger Kururlaub bewilligt.
Während der Märzrevolution war Ditfurth 1848 Stadtkommandant von Berlin, bis er von Generalmajor Wilhelm von Thümen (1792–1856) abgelöst wurde. Ditfurth reichte daraufhin sein Abschied ein, der ihm am 11. April 1848 mit einer jährlichen Pension von 4000 Talern genehmigt wurde.
Am 15. Juni 1852 erhielt Ditfurth noch den Charakter als General der Infanterie. Er starb am 20. August 1855 auf Gut Dankersen (Kreis Rinteln) und wurde auf dem dortigen Helenenberg beigesetzt.

### Familie
Ditfurth heiratete am 31. Juli 1810 in Silligsdorf Florentine von Brederlow (1789–1870). Aus der Ehe gingen folgende Kinder hervor:
- Arthur Alexander Ferdinand Eduard Detleff (1813–1878), preußischer Oberst und Kommandant von Koblenz und Ehrenbreitstein ⚭ Elisabeth Wilhelmine Charlotte von Schack (1825–1868), Eltern von Hans von Ditfurth
- Florentine (* 1815), Stiftsdame in Obernkirchen
- Helene Berta (1815–1890), Stiftsdame in Obernkirchen
- Anna Maria Luise Helene (1816–1865) ⚭ Emil von Schwartzkoppen, preußischer General der Infanterie
- Ottilie Clementine (1817–1847)
- Ferdinande Karoline Wilhelmine Anna (1819–1847)
- Virginia Franziska Bettina (1823–1863)
- Hans Bernhard Rudolf Alexander (*/† 1825)
- Barthold Burchard Bernhard Busso Hoimar (1826–1902), preußischer General der Infanterie ⚭ Helene von Kleist (1844–1920) aus dem Hause Damen. Der gemeinsame Adoptivsohn Sigismund begründete die Linie Ditfurth-Kleist.

## Veröffentlichungen
- Aus sturmbewegter Zeit. Briefe aus dem Nachlasse des Generals der Infanterie von Ditfurth. 1810–1815. herausgegeben von Hoimar von Ditfurth (1826–1902), Verlag A. Hofmann & Comp., Berlin 1895, 2. Auflage: Verlag A. Hofmann & Comp., Berlin 1912.